# Living Foodz
Living Foodz es un programa de comida las 24 horas y televisión internacional establecido en Mumbai, India. Es una parte de la marca de canales Living Entertainment, la cual es propiedad de Zee Entertainment Enterprises. El canal presenta espectáculos dirigidos por chefs como Ranveer Brar, Kunal Kapur, Maria Goretti y Pankaj Bhadouria.

## Programación
- Chef sobre Ruedas: Gautam Mehrishi se dirige a un viaje para descubrir dónde se originan las frutas y vegetales y conoce a la gente detrás de ellas.[1]
- Food Xpress: Los chefs Rocky y Mayur van en un viaje culinario alrededor de India.[2]
- Magia de la Cocina: El chef profesional Gautam Mehrishi experimenta con recetas comunes y comparte técnicas que pueden ser usadas en casa..[3]
- Me Encanta Cocinar: La anfitriona de MTV India Maria Goretti le da su propio toque a recetas y platos tradicionales.[4]
- El Grande Indio Rasoi: El show del chef Ranveer Brar enseña características largamente perdidas y secretos tradicionales sobre las recetas de la cocina India.